# Klarabella

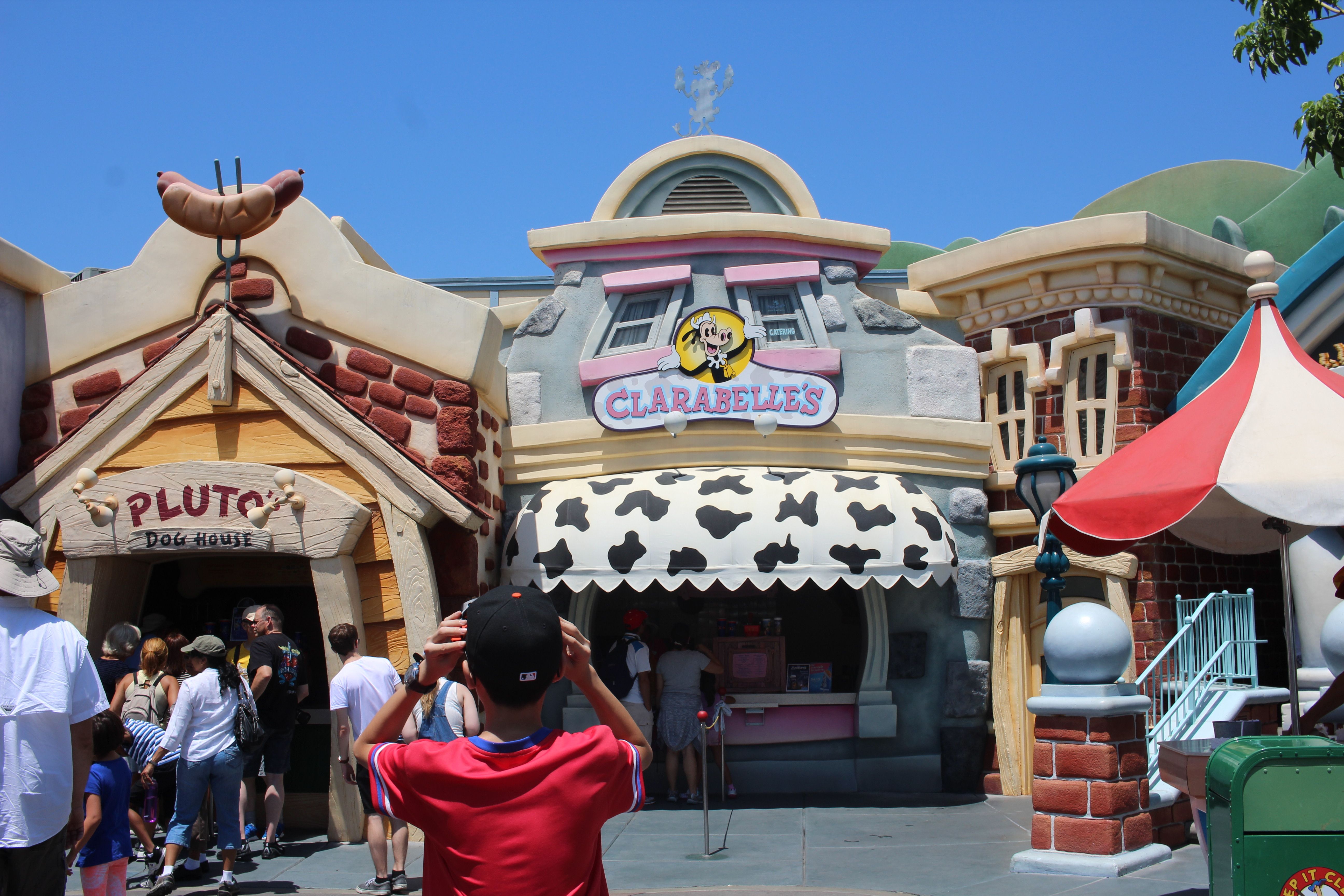
Klarabella

Klarabella, dawniej Klara Ryczułko – postać Disneya ze świata Myszki Miki, krowa, przyjaciółka Mikiego i jego dziewczyny Myszki Minnie.
Klarabella zadebiutowała w komiksie „Death Valley”, do którego scenariusz napisali Walt Disney i Floyd Gottfredson a rysunki wykonali Floyd Gottfredson, Jack King oraz Win Smith. W tej historyjce pierwszy raz wystąpił też koń Horacy, bliski przyjaciel (czasem też chłopak lub narzeczony) Klarabelli. Zakochał się w niej również Chochlik z jedenastego wymiaru. Obecnie często jest przedstawiana jako partnerka Goofy'ego. W jej charakterze często można zauważyć nadmierny entuzjazm, jak i kochliwość. W komiksach ma różne zawody, czasem jest reporterką działu kryminalnego, była także pracownicą magla. W paskach gazetowych Ala Taliaferro jest sąsiadką Kaczora Donalda, lecz w nowszych komiksach na ogół się nie spotykają.

## Filmy krótkometrażowe
- 1936: Mickey’s Polo Team pośród publiczności kokietuje Clarka Gable’a.